# Digt
Digte er ordkunst. Digte er ord som er sat sammen ud fra primært æstetiske valg for at formidle en følelse, en holdning eller en fortælling.
Digte fortæller sjældent en historie ”lige ud ad landevejen”. I stedet lader de følelser, en oplevelse, en stemning – eller digtets egen form – komme i fokus. Og ofte kan meningen ikke afkodes direkte, men må fortolkes frem. Eller måske er der ikke nogen klar mening, måske ønsker digtet blot at formidle en stemning – nærmest som et stykke musik.
Der er en række særlige kendetegn, der adskiller digte fra prosa. Først og fremmest er digte tit anderledes end dagligsproget. Derudover gør de ofte brug af billedsprog, da de som nævnt tit skal skabe en bestemt følelse, oplevelse, eller stemning. De har bruger tit rim og rytme. Men den letteste måde at genkende digte på er via deres form. De består af vers (afgrænsede linjer) og strofer. Man kan sige det på denne måde: Ved digte er det forfatteren, der bestemmer, hvornår der skiftes til en ny linje, mens det ved prosa er grafikeren (som opsætter teksten), der bestemmer det.
Af andre virkemidler kan nævnes halvrim, bogstavrim, uventede eller usædvanlige ord, f.eks. metaforer eller kenninger, gentagelser og omkvæd, ord brugt i en overraskende sammenhæng, og lydefterlignende ord (onomatopoietika).
Det er dog langt fra alle digte, der bruger alle de nævnte virkemidler.

## Sprog
Det der gør noget til poesi […] er ikke at man tilføjer prosaen en vis musik (som man længe har troet, lige siden dengang et digt nødvendigvis skulle være på vers); det er heller ikke at man tilføjer den eksplicitte betydning en underliggende betydning (der kan fortolkes marxistisk, freudiansk osv.). Og det er heller ikke at man skaber en mangfoldighed af hemmelige betydninger skjult under den primære betydning (polysemi). Kort sagt er poesien ikke prosa plus noget andet: Den er ikke mere end prosa, den er anderledes.
Mange digte, særligt ældre digte, benytter ikke det sprog, vi kender fra dagligdagen. For eksempel kan sætningerne være brudte over flere verslinjer (se afsnittet om komposition), være ufuldstændige sætninger, eller være bygget op anderledes end normalt. Tit medfører dette også at tegnsætningen bliver anderledes eller helt udelades.
En af grundene denne specielle sætningskonstruktion er, at digtet tit skal følge et specielt rim- og rytmeskema (se afsnittet om rim og rytme).
Ud over den særlige sætningskonstruktion kan digtets ord ofte inddeles i semantiske felter. Semantiske felter er grupper af ord, der kan samles under mere generelle betegnelser. Fx indenfor det semantiske felt SKOLE kan man have ord som 'bøger', 'blyant', 'lærer', 'hjemmeopgaver', etc.
T.S. Eliot sagde, at det, der kan udtrykkes ligeså godt i prosa, kan udtrykkes bedre i prosa. André Bjerke sagde, at et digt ikke skal formidle et sagligt indhold, men "udsige et væsen". Man behøver ikke at "forstå" et digt. Bjerke citerer Picasso, der sagde, at vi forstår ikke fuglenes sang, men alligevel er vi glade for den. Små børn forstår heller ikke ordene i "Bro, bro brille", men der er ikke tvivl om, at de oplever den; for den har en magisk rytme, og verset bevæger sig gennem magtfulde billeder: "Den, der kommer aller sidst, skal i den sorte gryde." 

## Billedsprog (troper)
Billedsprog (også troper) er en fælles betegnelse for virkemidler som metaforer, sammenligninger, personifikation og symboler.

### Metaforer
Metaforer er sproglige billeder. En metafor skal altså ikke forstås bogstaveligt. Et eksempel: "Du er en rose". Metaforer er med til at beskrive, hvad afsenderen gerne vil sige, og levendegøre dette for modtageren.

### Sammenligninger
Sammenligner er næsten det samme som metaforer, blot bruges der ordet "som" eller "ligesom", fx "du er som en rose".

### Personifikation og besjæling
Personifikation er, når et abstrakt begreb får menneskelige kvaliteter. Et eksempel: "Vreden løb af med mig". Vreden er et abstrakt begreb og kan ikke bogstaveligt løbe nogen steder.
Besjæling er en menneskeliggørelse af noget konkret. Et eksempel: "Han gik på en ensom gade." En gade er noget konkret, og den kan ikke være ensom.

### Symboler
Symboler er udtryk, der både har en bogstavelig betydning og en billedlig betydning. F.eks. er ringen i Tolkiens roman Ringenes herre en bogstavelig ring, men derudover er den et billede på magt og ondskab.

## Komposition
Længere digte deles op i strofer og vers. Et vers svarer til én tekstlinje i digtet. En strofe er en gruppe vers, der minder om et afsnit i prosatekster; strofer kaldes også i dagligdagstale for vers.

## Rim og rytme
Overordnet set er rim en lydlig sammenhæng mellem to eller flere ord. Herunder indgår enderim og bogstavrim.
Rytme er betegnelsen for den måde, teksten flyder på, og den måde, den lyder, når den udtales. Man kan kalde rytmen for tekstens 'puls'. Rytmen kan beskrives som en særlig sammensætning af tryksvage og trykstærke stavelser eller af lange or korte stavelser. Rytmen er med til at få teksten til at flyde og gøre den let at lære udenad.

## Digtgenre
Digte kan deles i genrer efter tema, versopbygning og rytme. Og i
knækprosa, episke digte, blankvers, sonetter, haiku.
Digtere kan sagtens skrive andre former for litteratur.

## Digtcyklus og digtepos
En samling digte, som hænger tematisk sammen, kaldes en digtcyklus.
Digte som udgør en samlet fortælling kaldes et digtepos.

## Digtoplæsning
Digte kan læses, reciteres, deklameres eller synges.
Digtoplæsning er en genre inden for lyrikken, hvor der er særlig fokus på den orale fremførelse af digtet.
Et kendetegn ved digtoplæsning er sammensmeltningen af oplæser og oplæst digt i rummets nu.

## Historie
De første digte som Gilgamesheposet er lige så gamle som de ældste skriftfund.

## Digtere i Danmark
- Benny Andersen
- Inger Christensen
- Tove Ditlevsen
- Michael Strunge
- Dan Turéll
- H. C. Andersen
- N. F. S. Grundtvig
- Johannes Ewald
- Yahya Hassan
- Halfdan Rasmussen
- Johannes V. Jensen
- Og mange flere...